# United Patriots Front
Die United Patriots Front (UPF) (deutsch Vereinigte Patriotische Front) ist eine rechtsextremistische, islamophobe und rassistische Gruppierung in Australien, die sich im Jahr 2015 von der rechtsextremen und islamophoben Reclaim Australia abspaltete. Sie konzentriert sich im Wesentlichen mit ihren Aktionen und Demonstrationen auf den australischen Bundesstaat Victoria. Dies ist der wesentliche Unterschied zur rechtsextremen Reclaim Australia, die versucht, sich australienweit auszubreiten.
Weltweite Aufmerksamkeit erreichte die UPF im Januar 2019, weil Brenton Tarrant, der den Terroranschlag auf zwei Moscheen in Christchurch in Neuseeland beging, mehr als 30 Kommentare auf den Facebook-Seiten der UPF und der rechtsradikalen Organisation True Blue Crew hinterließ, wobei er die UPF und deren Anführer Blair Cottrell als Emperor („Kaiser“) lobte. Den Gründer der UPF Shermon Burgess und Neil Erikson, ein weiteres führendes UPF-Mitglied, bezeichnete Tarrant als useful idiots („nützliche Idioten“). Die betreffende Facebook-Seite wurde inzwischen gelöscht.
UPF bekundet ihre Solidarität mit rechtsextremen Organisationen in anderen Ländern wie der Goldenen Morgenröte in Griechenland.
Der australische Geheimdienst beobachtet die United Patriots Front seit 2015.

## Politik

### Gründung
Shermon Burgess gründete die UPF im Jahr 2015 nach einer Auseinandersetzung mit den Organisatoren von Reclaim Australia. Er trat später aus der UPF aus und gab anschließend bekannt, dass er dies getan habe, weil Mitglieder der UPF eine Parodie eines Videos erstellt und veröffentlicht hatten, das ihn beleidigt habe. Nach ihm übernahm Blair Cottrell die UPF. Die UPF setzt sich aus Rechtsradikalen, Antisemiten und fundamentalistischen Christen zusammen. Ihre Politik richtet sich gegen den Islam, gegen Juden, die Einwanderungspolitik in Australien und den australischen Multikulturalismus.

### Politische Führung
Die UPF wird von einem Sprecherteam mit drei Personen geführt: Dominiert wird die Organisation von Blair Cottrell, der wegen Stalking und Brandstiftung vier Monate in Haft saß. Cottrell wurde in der australischen Presse als anti-women, anti-Muslim, anti-Jew and pro-Nazi („frauenfeindlich, antiislamisch, antisemitisch und nazistisch“) bezeichnet. Er forderte, dass in jeder Schule Australiens ein Porträt von Adolf Hitler hängen solle; jedem Schüler in Australien sei Hitlers Mein Kampf zum Lesen zu übergeben, damit sie seine Sichtweisen verstehen könnten. De zweite Führungsperson ist Neil Erikson, der wegen Stalking eines Rabbiners verurteilt wurde. Die dritte Führungsperson ist Christopher Shortis, der sich selbst als biblical crusader („biblischer Kreuzritter“) bezeichnet und verschiedentlich im Internet mit Waffen posierte.

## Aktivitäten
Die United Patriots Front, die sich selbst als patriotic street movement („patriotische Straßenbewegung“) bezeichnet, fällt vor allem durch ihr militantes Auftreten auf. Bei ihren Demonstrationen kommt es häufig zu heftigen Auseinandersetzungen mit Gegendemonstranten, bei denen die Polizei einschreiten muss.
Im Januar 2019 nahm Fraser Anning, ein parteiloser Senator im australischen Parlament, an einer Demonstration der UPF teil und hielt dort eine Rede. Anning hatte im Jahr 2018 die Entfernung aller Muslime aus Australien als „Endlösung“ bezeichnet. Er war früher u. a. ein Mitglied mehrerer politischer Parteien, darunter auch die One Nation Australia. An der UPF-Veranstaltung nahmen 50 Demonstranten teil; es gab etwa 100 Gegendemonstranten.
Nach antiislamischen Aktivitäten mussten Cottrell, Erikson und Shortis je eine Strafe von 2000 Australischen Dollar zahlen, weil sie am 4. Oktober 2017 gegen den Racidal and Religious Tolerance Act 2001 verstoßen hatten. Es handelt sich um ein Gesetz gegen religiöse Diskriminierung. Sie hatten in einer Aktion, die auf einem Video dokumentiert ist, eine Puppe mit einem Schwert aus Plastik enthauptet. Dies geschah vor einem Gebäude, in dem über den Bau einer Moschee in Bendigo beraten wurde.
Ein weiteres Video dieser drei Personen zeigt einen Mann, der „Allahu Akbar“ skandierte und blutige Fußspuren auf dem Fußweg und auf einer Mauer hinterließ.
Die drei Führungskräfte der UPF werden wegen ihrer Aktionen gegen den Bau der Bendigo Moschee als United Patriots Front Trio bezeichnet.